# Třída Esmeraldas
Třída Esmeraldas je třída korvet ekvádorského námořnictva, odvozená od italského modelu Fincantieri Tipo 550. Třída se skládá ze šesti jednotek, které jsou hlavní údernou silou námořnictva. Čtyři korvety jsou stále v aktivní službě, zatímco dvě byly uloženy v rezervě.

## Stavba
Stavba šesti jednotek této třídy byla objednána v roce 1978 u italské loděnice CNR v Muggianu a Anconě. Do služby byly zařazeny v letech 1982–1984.
Jednotky třídy Esmeraldas:
| Jméno             | Spuštěna | Vstup do služby   | Status                                                                       |
| ----------------- | -------- | ----------------- | ---------------------------------------------------------------------------- |
| Esmeraldas (CM11) | 1980     | 7. srpna 1982     | Aktivní.                                                                     |
| Manabí (CM12)     | 1981     | 21. června 1983   | Aktivní.                                                                     |
| Los Rios (CM13)   | 1981     | 1. října 1983     | Aktivní.                                                                     |
| El Oro (CM14)     | 1981     | 10. prosince 1983 | Dne 18. dubna 1985 vážně poškozena pořárem. Oprava trvala dva roky. Aktivní. |
| Galápagos (CM15)  | 1981     | 26. května 1984   | Aktivní.                                                                     |
| Loja (CM16)       | 1982     | 26. května 1984   | Aktivní.                                                                     |

## Konstrukce

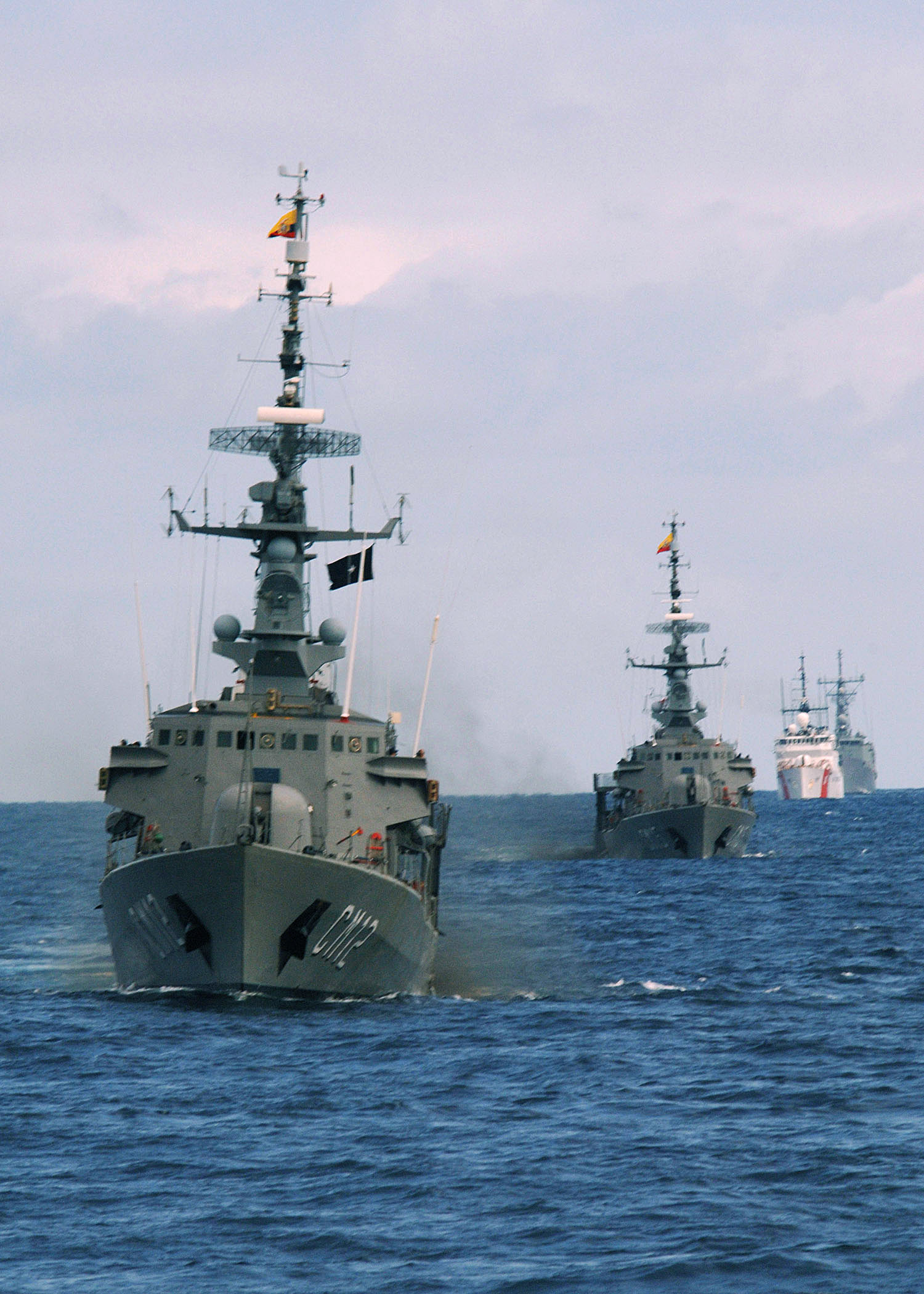
Manabi (CM 12)

Třída Esmeraldas byla objednána na základě konstrukce libyjské třídy Assad al-Tadjier, měla však výkonnější pohon, silnější výzbroj (včetně protiletadlových řízených střel) a plošinu pro vrtulník. Vzhledem ke svému výtlaku jsou tato plavidla neobyčejně silně vyzbrojena.
Na přídi se nachází dělová věž s jedním dvouúčelovým 76mm kanónem OTO Melara Compact. Ten doplňuje ještě záďová věž se dvěma 40mm kanóny obranného systému DARDO. Protilodní výzbroj tvoří šest francouzských protilodních střel MM.40 Exocet s dosahem 65 km. Protiletadlovou výzbroj tvoří odlehčený čtyřnásobný vypouštěcí kontejner Albatros pro střely Selenia Aspide. V zadní části lodi se nachází přistávací plocha pro jeden lehký vrtulník Bell 206. Na bocích trupu, pod úrovní přistávací plochy, jsou umístěny dva trojhlavňové 324mm protiponorkové torpédomety ILAS 3, užívané pro lehká protiponorková torpéda. Ponorky jsou zaměřovány pomocí trupového sonaru Thompson-CSF Diodon. Pohonný systém tvoří čtyři diesely MTU, roztáčející čtyři lodní šrouby. Nejvyšší rychlost dosahuje 37 uzlů.

### Modernizace
Roku 2014 byl zahájen projekt modernizace tří korvet domácí loděnicí ASTINAVE. Hlavní změnou je instalace domácího bojového řídícího systému Orion. Modernizace korvety Los Rios byla dokončena v červenci a korvet Manabi a Loja v listopadu 2018.